# Mark Carney
Mark Joseph Carney (Fort Smith (Northwest Territories), 16 maart 1965) is een Canadees politicus. Hij is sinds 14 maart 2025 de premier van Canada en sinds 9 maart 2025 de partijleider van de Liberal Party. In beide functies volgde hij Justin Trudeau op. 
Carney is van huis uit econoom en stond aan het hoofd van de Bank of England en de Bank of Canada. Hij werd in maart 2025 verkozen als leider van de Liberal Party of Canada, zijn eerste politieke functie. Op 14 maart 2025 werd hij ingezworen als premier van Canada. 
Een van zijn eerste besluiten was het uitschrijven van nieuwe verkiezingen, deze werden op 28 april 2025 gehouden.
Bij deze verkiezingen werd hij herkozen, hoewel hij eerder minder in de peilingen stond. Dit na uitspraken van Trump over Canada als 51e staat, die hij, in tegenstelling tot de conservatieve partij, die leek af te stevenen op de winst, snel de grond in drukte.
- Bibsys: 11053920
- Gemeinsame Normdatei: 1222558033
- International Standard Name Identifier: 0000 0003 8594 9508
- Library of Congress Control Number: nb2010023840
- Nationale Bibliotheek van Polen: a0000003507380
- Nederlandse Thesaurus van Auteursnamen: 437472906
- Istituto Centrale per il Catalogo Unico: TO0V685746
- Système universitaire de documentation: 172407958
- Virtual International Authority File: 157067271
- WorldCat: E39PBJB4hRGwmdJwcbjhymxkXd

Macdonald · Mackenzie · Abbott · Thompson · Bowell · Tupper · Laurier · Borden · Meighen · Mackenzie King · Bennett · Saint Laurent · Diefenbaker · Pearson · P. Trudeau · Clark · Turner · Mulroney · Campbell · Chrétien · Martin · Harper · J. Trudeau · Carney